# Marios Christodoulou
Marios Christodoulou (n. Atenas, Grecia, 4 de julio de 1974) es un futbolista chipriota. Juega como centrocampista en el Nikos & Sokratis Erimis. Ha jugado en el APOP Kinyras Peyias FC, AEL FC, Iraklis F.C., Aris Salónica F. C., Akratitos, Nea Salamina, APEP Pitsilia y Ermis Aradippou.